# Södra Ljunga socken
Södra Ljunga socken i Småland ingick i Sunnerbo härad i Finnveden, ingår sedan 1971 i Ljungby kommun och motsvarar från 2016 Södra Ljunga distrikt i Kronobergs län.
Socknens areal är 124,14 kvadratkilometer, varav land 112,27. År 2000 fanns här 676 invånare. Kyrkbyn Södra Ljunga med sockenkyrkan Södra Ljunga kyrka ligger i socknen. 

## Administrativ historik
Södra Ljunga socken har medeltida ursprung. Före den 1 januari 1886 (ändring enligt beslut den 17 april 1885) var namnet Ljunga socken.
Vid kommunreformen 1862 övergick socknens ansvar för de kyrkliga frågorna till Södra Ljunga församling och för de borgerliga frågorna till Södra Ljunga landskommun. Landskommunen uppgick 1952 i Hamneda landskommun innan den 1971 uppgick i Ljungby kommun. Församlingen utökades 2006.
1 januari 2016 inrättades distriktet Södra Ljunga, med samma omfattning som församlingen hade 1999/2000.  
Socknen har tillhört samma fögderier och domsagor som Sunnerbo härad. De indelta soldaterna tillhörde Kronobergs regemente, Albo kompanier, och Smålands grenadjärkår, Sunnerbo kompani.

## Geografi
Södra Ljunga socken ligger kring Helge å (Prästebodaån). Socknen består av odlingdbygd runt ån och däromkring flacka mossrika skogsmarker.

## Fornminnen
Fyra hällkistor från stenåldern, några gravrösen från bronsåldern och flera järnåldersgravfält finns här, bland annat Mjäryds kullar. Två runristningar finns, en vid Yvla Yttergård.

## Namnet
Namnet (1374 Lyonga), från kyrkbyn, är plural av ljung. De särskiljande prefixet Södra erhölls 1 januari 1886.

### Fotnoter
1. 1 2  Svensk Uppslagsbok andra upplagan 1947–1955: Södra%20Ljunga socken
2. 1 2  Harlén, Hans; Harlén Eivy (2003). Sverige från A till Ö: geografisk-historisk uppslagsbok. Stockholm: Kommentus. Libris 9337075. ISBN 91-7345-139-8
3. ↑  SCB folkräkningen 1890 andra delen Arkiverad 24 september 2015 hämtat från the Wayback Machine. sida 26 anm. till Kronobergs län not 1
4. ↑  ”Församlingar”. Statistiska centralbyrån. https://www.scb.se/hitta-statistik/regional-statistik-och-kartor/regionala-indelningar/forsamlingar/. Läst 30 december 2022.
5. ↑  Ljunga&Typ=Alla&DatumFran=&DatumTill= Administrativ historik för Södra Ljunga socken (Klicka på församlingsposten). Källa: Nationella arkivdatabasen, Riksarkivet.
6. 1 2  Sjögren, Otto (1931). Sverige geografisk beskrivning del 2 Östergötlands, Jönköpings, Kronobergs, Kalmar och Gotlands län. Stockholm: Wahlström & Widstrand. Libris 9939
7. 1 2  Nationalencyklopedin
8. ↑  Fornlämningar, Statens historiska museum: Södra Ljunga socken
9. ↑  Fornminnesregistret, Riksantikvarieämbetet: Södra Ljunga socken Fornminnen i socknen erhålls på kartan genom att skriva in sockennamn (utan "socken") i "Ange geografiskt område"